# 砺波市美術館
砺波市美術館（となみしびじゅつかん、TONAMI ART MUSEUM）は、富山県砺波市高道にある公立美術館。砺波チューリップ公園の東側に位置している。
スローガンは『砺波から新しい芸術の流れ』で、フラワー&カルチャーオペレーションエリアの中核施設として位置付けられている。

## 概要
前身は、1988年（昭和63年）5月1日から1993年（平成5年）4月22日まで三島町の日本製麻所有の遊休倉庫を借り受けた、当時日本国内唯一の公共倉庫美術館『アートスペース砺波』である。道路拡幅のため同施設が閉鎖されることから、1990年（平成2年）3月、砺波市に対して新しい美術館建設の要望を行う。1992年（平成4年）12月、岡部市長（当時）が美術館建設の構想を発表し、1993年（平成5年）3月または4月、砺波野美術館（仮称）基本構想委員会設置（委員長は石丸正運滋賀県立近代美術館長）設置、同年12月に基本構想が策定された。1994年（平成6年）に砺波市議会定例会で建設が決定し、1995年（平成7年）12月、京都の梶川美術研究所の設計に基づいて建設に着手され、1997年（平成9年）4月18日に開館した。総事業費は19億5,000万円。
常設展示と企画展示が行われる。JR砺波駅、砺波ICからも近く、交通アクセスもしやすい。

## 施設
鉄筋コンクリート造り地上3階建て、敷地面積：9,031m2、建築面積：1,686m2、延床面積：3,365m2

### 1階
- 企画展示室
- 収蔵庫
- エントランスホール、ラウンジ、情報コーナー、事務室

### 2階
- 常設展示室 1、2、3
- 市民ギャラリー
- 市民アトリエ（北陸地方では初の設置である）[5]
- 版画室、写真暗室

市民ギャラリー、市民アトリエは、市民にも貸し出している（有料）。

### 3階
- 展望プロムナード
- テラス
  - テラスからは雄大な立山連峰を望める。

### 施設情報
開館時間10時 - 18時 入館は17時30分まで
金曜・土曜日の市民アトリエ利用は 21時まで
休館日年末年始（12月29日〜翌年1月3日まで） その他臨時休館あり
入館料大人 210円、小・中・高校生 100円（企画展は別料金）
駐車場約70台

## アクセス
- JR砺波駅南口より徒歩 約20分
- 北陸自動車道砺波ICより車で 約5分

## 周辺
- 砺波チューリップ公園
- チューリップ四季彩館
- 砺波郷土資料館
- 砺波市文化会館